# Бриг
Бриг (итал. Monteritossa) је насељено место у саставу општине Вижинада у Истарској жупанији, Хрватска. До територијалне реорганизације у Хрватској налазили су се у саставу старе општине Пореч.

## Становништво
Према последњем попису становништва из 2011. године у насељу Бриг живело је 115 становника.
| година пописа  | 1857 | 1869 | 1880 | 1890 | 1900 | 1910 | 1921  | 1931  | 1948 | 1953 | 1961 | 1971 | 1981 | 1991 | 2001 | 2011 |
| бр. становника | 612  | 675  | 142  | 252  | 243  | 235  | 1.062 | 1.142 | 218  | 212  | 188  | 165  | 122  | 116  | 112  | 115  |

Напомена:У пописима 1869. 1921. i 1931. исказано под именом Св. Витал, а 1880. 1900. i 1910. под именом Ритоша. У 1890. исказана оба имена (одговарајући подаци су сабрани). У 1857. 1869. 1921. i 1931. садржи податке за насеља Јадрухи и Велићи, за насеља Барићи, Башкоти, Церион, Диклићи, Прхати, Штути, Вејаки (сва у општини Вишњан) те део података за насеље Буцаловићи (општина Вишњан). Од 1857. до 1880. и у 1921. и 1931. садржи подате за насеље Вранићи код Вишњана (општина Вишњан), а у 1857. 1869. и од 1890. до 1931. за насеље Прашћари (општина Вишњан). Од 1890. до 1910. садржи податке и за бивше насеље Бенлева.